# Nicolas Engel (Politiker)

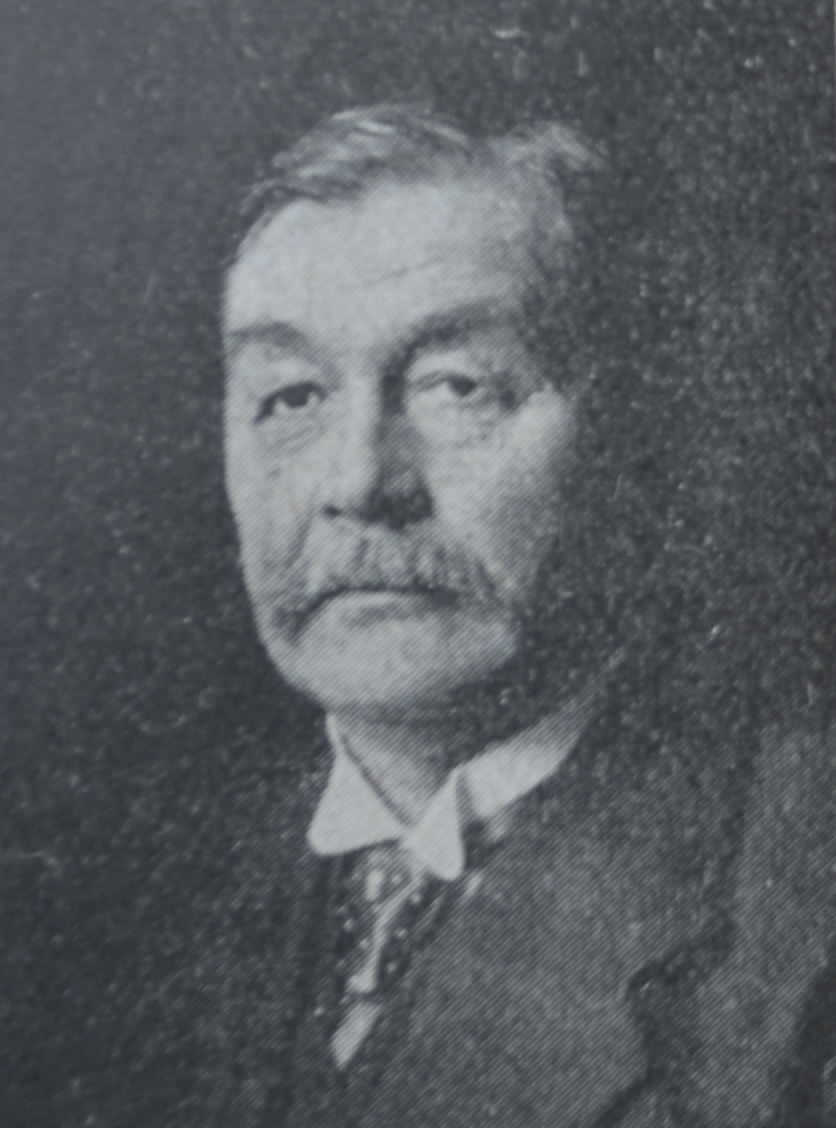
Nicolas Engel

Nicolas Engel (* 10. Mai 1854 in Maar bei Trier; † 9. Oktober 1929) war ein deutscher Grubendirektor, Politiker und Mitglied der zweiten Kammer des Landtags des Reichslandes Elsaß-Lothringen für den Lothringer Block.
Nicolas Engel, der katholischer Konfession war, war Grubendirektor und Markscheider in Groß-Moyeuvre. Er war dort 10 Jahre Bürgermeister und gehörte dem lothringischen Bezirkstag und dem Landesausschuss an.
Bei der ersten (und einzigen Wahl) zum Landtag, am 22. Oktober 1911, trat er im Wahlkreis Hayingen-Großmoyeuvre als Kandidat des Lothringer Blocks an. Im Ersten Wahlgang wurden im Wahlkreis von den 6.636 Stimmberechtigten 4.285 Stimmen abgegeben. Auf Engel entfielen 2.607, auf den Sozialdemokraten Witzmann 1655 Stimmen. Nicolas Engel gehörte dem Landtag bis 1918 an.